# Turzyca strunowa
Turzyca strunowa (Carex chordorrhiza L.) – gatunek byliny z rodziny ciborowatych. Gatunek holarktyczny. W Polsce występuje na ok. 40 współczesnych stanowiskach.

## Morfologia

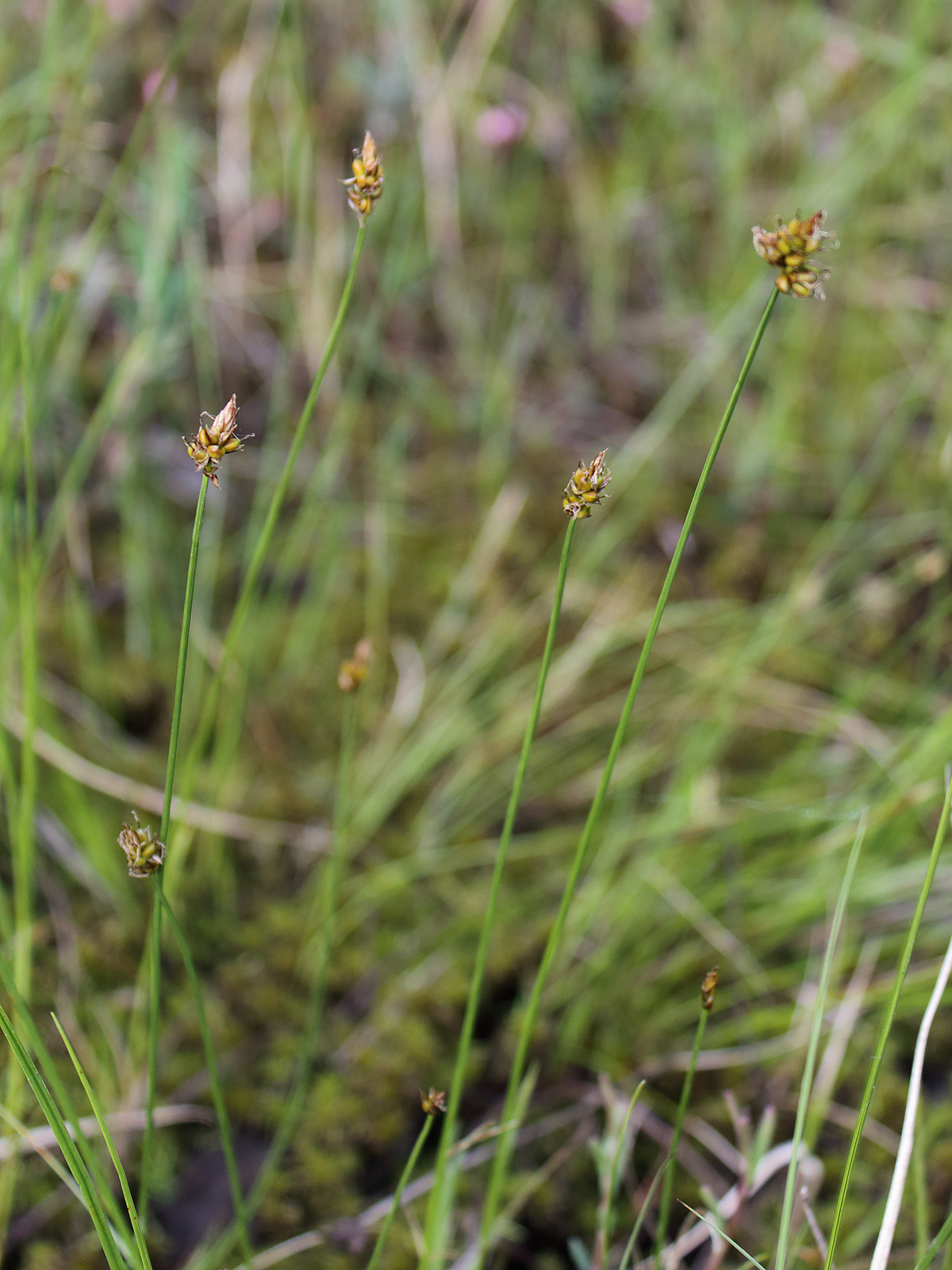

PokrójRoślina trwała, wysokości 5–15 cm, z długimi nadziemnymi rozłogami, na których wierzchołku wyrastają kwitnące łodygi.
ŁodygaWzniesiona, okrągława lub słabo trójkanciasta, gładka.
LiściePochwy liściowe brązowe. Blaszki liściowe sztywne, zaostrzone, płaskie lub rynienkowate, szerokości do 1,5 mm.
KwiatyKwiatostan bez podsadki, długości 10–15 mm, składający się z 3–5 główkowato skupionych kłosów. Kłosy u dołu z kwiatami męskimi, u góry z żeńskimi. Przysadki brązowe, biało obrzeżone. Słupek z dwoma znamionami.
OwoceDrobne, brązowe orzeszki w pęcherzykach niewiele dłuższych od przysadek, szeroko jajowatych, brązowych, o gładkich brzegach.

## Biologia i ekologia
Bylina, helofit. Kwitnie od maja do czerwca. Występuje na torfowiskach przejściowych, w zagłębieniach i na pływającym kożuchu (ple). Liczba chromosomów 2n=60. Gatunek charakterystyczny związku Caricion lasiocarpae i zespołu Caricetum chordorrhizae.

## Zagrożenia i ochrona
Roślina objęta w Polsce ścisłą ochroną gatunkową. Informacje o stopniu zagrożenia na podstawie:
- Czerwonej listy roślin i grzybów Polski (2006) – gatunek zagrożony (kategoria zagrożenia V)[8]; 2016: VU (narażony)[9]
- Polskiej Czerwonej Księgi Roślin – gatunek narażony (kategoria zagrożenia VU) (narażony)[10]